# Ander eta Yul
Ander eta Yul (en castellano: Ander y Yul) es una película española dirigida por Ana Díez.

## Argumento
Después de pasar un tiempo en la cárcel por tráfico de drogas, Ander (Miguel Munárriz) vuelve a Euskadi a reencontrarse con su gente y rehacer su vida, pero han cambiado muchas cosas, ahora Yul (Isidoro Fernández) su viejo amigo y antiguo compañero de seminario forma parte de ETA. Sin expectativas vuelve al tráfico de drogas y precisamente Yul ha recibido la orden de matar narcotraficantes, lo que desencadenará en un trágico final.

## Reparto
- Isidoro Fernández: Yul
- Miguel Munárriz: Ander
- Carmen Pardo: Sara
- Joseba Apaolaza: Ataun
- Ramón Barea: Bernardo
- Paco Sagarzazu
- Ramón Agirre
- Aizpea Goenaga

## Premios
- Premio Goya a la mejor directora novel en la IV edición de los Premios.